# Зов далёких гор
«Зов далёких гор» (яп. 遙かなる山の呼び声, Харуканару яма-но ёби коэ; англ. A Distant Cry from Spring, в кинопрокате СССР — «Эхо далёких гор») — фильм режиссёра Ёдзи Ямады, вышедший на экраны в 1980 году. Третий фильм трилогии режиссёра Ёдзи Ямады о рабочем классе Японии: первым был «Семья» (1970), вторым — «Родина» (1972, выпущенный в советский кинопрокат под названием «Когда сжигаются корабли»).

## Сюжет
С утра до вечера работает на своей небольшой ферме молодая вдова Тамико, живущая с маленьким сыном. Однажды в дождливую грозовую ночь к ним на ночлег попросился незнакомый мужчина, ставший вскоре членом их семьи. Своим трудолюбием, добротой и справедливостью он завоевал дружбу и уважение жителей всего городка. Казалось, счастье заглянуло в дом вдовы. Но неожиданно выяснилось, что Косаку убил человека, который довёл до самоубийства его бывшую жену. Закон неумолим — он должен отбыть в заключении четыре года. Но Косаку не отчаивается: его возвращения ждут Тамико и её сын, они скоро вновь будут счастливы.

## В ролях
- Кэн Такакура — Косаку Тадзима
- Тиэко Байсё — Тамико Кадзами
- Хидэтака Ёсика — Такэси Кадзами
- Мидзуко Судзуки — Сунихиро
- Хидэо Дзимбо — Дзиро
- Го Авадзу — Сабуро
- Хадзимэ Хана — Абута

## Премьеры
- — 15 марта 1980 года состоялась национальная премьера фильма в Токио[1].
- — 9 сентября 1980 года состоялась мировая премьера фильма в рамках международного кинофестиваля в Торонто[1].
- — 17 октября 1980 года — американская премьера фильма в Нью-Йорке[1].
- — премьерный показ в советском кинопрокате: 1 апреля 1982 года в Ленинграде. Фильм дублирован на к/ст им. М. Горького в 1981 г.[2][3].
- — современному российскому зрителю кинолента была представлена 30 ноября 2019 года под названием «Зов далёких гор» в рамках ретроспективы фильмов режиссёра Ёдзи Ямады в Москве (в конференц-зале Государственной Третьяковской галереи)[4].

## Премии и номинации
- Премия японской киноакадемии (1981) — 4 премии: в том числе за лучший сценарий (Ёдзи Ямада и Ёситака Асама); лучшему актёру (Кэн Такакура) и лучшей актрисе (Тиэко Байсё); за лучший саундтрек (композитор Масару Сато). Также имелись номинации — за лучший фильм; за лучшую режиссуру и за лучший звук (Хироси Накамура)[5].
- Кинопремия «Майнити» — премия за лучшее исполнение женской роли (Тиэко Байсё)[5].
- Международный киновестиваль в Монреале (1980) — специальный приз жюри режиссёру Ёдзи Ямада[5].